# Gamasomorpha vianai
Gamasomorpha vianai là một loài nhện trong họ Oonopidae.
Loài này thuộc chi Gamasomorpha. Gamasomorpha vianai được miêu tả năm 1954 bởi Birabén.